# Im Eun-joo
Im Eun-joo (kor. 임은주; * 5. März 1961) ist eine ehemalige südkoreanische Marathonläuferin.
1983 gewann sie den Dong-A-Marathon, den Hamilton-Marathon und den Winstone People’s Marathon. 1984 und 1985 wiederholte sie ihren Sieg beim Dong-A-Marathon.
1986 wurde sie Vierte beim Tokyo International Women’s Marathon, und 1987 kam sie beim IAAF-Weltcup-Marathon mit ihrer persönlichen Bestzeit von 2:37:06 h auf den 15. Platz. Bei den Olympischen Spielen 1988 in Seoul lief sie auf Rang 37 ein.